# Показатељ сиромаштва
Показатељ сиромаштва је индикатор којим се мери учешће (проценат) становника који не могу обезбедити основне ресурсе за живот, тј. чији је доходак нижи од „линије сиромаштва”. Индекс и линија сиромаштва се обично рачунају у националним оквирима и квалификују особе за одређена права из домена социјалне заштите. Као међународни компаративни индекс сиромаштва постоји установљена линија сиромаштва по којој особе са мање 30$ изражених у доларима једнаке куповне моћи (тзв. ППП долари) месечно, спадају у апсолутно сиромашне.